# Pekka Tammi
Pekka Olavi Tammi, född 17 augusti 1952 i Helsingfors, är en finländsk litteraturvetare.
Tammi avlade filosofie doktorsexamen 1986. Han var 1980–1992 forskningsassistent och yngre forskare vid Finlands Akademi samt utnämndes 1993 till professor i allmän litteraturvetenskap vid Tammerfors universitet. Han disputerade på en avhandling om Vladimir Nabokovs alstring och har därtill bl.a. sammanställt den på finländskt material baserade narratologiska studien Kertova teksti (1992). Han har även bidragit till att precisera litteraturvetenskapens teoretiska begreppsapparat. 